# Uhrl Józsa
Uhrl Józsa (Pest, 1826. március 19. – Budapest, 1906. március 17.) magyar pedagógus, a pozsonyi magyar királyi állami tanítónőképző-intézet igazgatónője.

## Életrajza
Uhrl Ferenc morva eredetű műegyetemi tanár és szobrászművész leányaként született. 1833-ban a főváros Felber-féle nevelőintézetébe lépett mint bejáró növendék. Szorgalmas és tehetséges tanuló volt, szülei magántanárokat fogadtak mellé, akik franciából és rajzból tanították. 1838-ban hagyta el az intézetet, mert az 1838-as pesti árvíz a család anyagi helyzetén nagymértékben rontott. Tanítását édesapja folytatta, zene, rajz és festészet terén. Az 1848-49. tanévben a Marastoni-féle festőakadémián tanult. Vizsgálatot tett az idegen nyelvekből, a magyar és németen kívül a franciát, az olaszt, az angolt és a spanyolt beszélte. Néhány évig magánoktatással foglalkozott. Ő volt az első magyar tanárnő, aki francia nyelvtanári diplomát szerzett. Hosszabb utazásokat tett Európa déli részeiben; volt Egyiptomban, Palesztinában és Szíriában. 1857-ben a pesti angolszüzeknél tanítónői képesítő vizsgát tett és átvette a Tenczer Lilla-féle nevelőnői intézet vezetését Pesten. 1871. szeptember 27-én a pozsonyi állami tanítónőképző-intézethez nevezték ki igazgatónőnek; a következő évben az állam támogatása mellett újabb nagyobb körutat tett Németországban és Svájcban. 1889-ben saját kérésére nyugdíjazták, 24 évi igazgatói működést követően. 1906. március 17-én hunyt el Budapesten. Két nap múlva nagy részvét közepette temették, amely nap a csaknem megért 80. születésnapja és egyben névnapja volt.
A budapesti köztemetőben lévő sírjára az intézet diákjai és Uhrl Józsa tisztelői adakozásából a Gerenday céggel síremléket állíttattak, melynek leleplezésére 1907. november 3-án 11 és 12 óra között került sor.
Cikkei a Pozsony megyei tanítótestület Évkönyvében (1875. Nőnevelés); a pozsonyi tanítónőképző-intézet Értesítőjében (1885. A nő természeti rendeltetése és társadalmi hivatása jelen korunkban); nevelési cikkei jelentek meg több lapban, főleg az Iskolabarátban és az Iskolai Kis Tükörben.

## Munkái
- Little stories from english history. Kis adatok az angol történetből. Olvasó és tankönyv. Pest, 1861.
- Nemzeti törekvéseink a képzőművészetünk előmozdítása ügyében. Pozsony, 1887.
- Emlékek római utamból. Uo. 1888.
- Nápoly, Pompeji, Florencz. Uo. 1888.
- A női kézi-munka oktató iskolák számára és magánhasználatra. Módszeresen összeállította. Uo. 1889-1890. Tíz füzet szövegábrákkal.
- A Balaton partján. Elbeszélés a serdülő ifjúság számára. Uo. 1890. (Lányok Könyvtára I.).
- Ágról szakadt senkié. Elbeszélés a serdülő ifjúság számára. Uo. 1890. (Lányok Könyvtára II.).